# Distretto di Chrystynivka
Il distretto di Chrystynivka (in ucraino Чигири́нський район?) era un distretto (rajon) dell'Ucraina, situato nell'oblast' di Čerkasy. Il suo capoluogo era Chrystynivka.
È stato soppresso con la riforma amministrativa del 2020.